# Butylnitrit
Butylnitrit ist eine chemische Verbindung aus der Gruppe der Nitrite.

## Gewinnung und Darstellung
Butylnitrit kann durch Reaktion von Salpetriger Säure mit 1-Butanol gewonnen werden.

## Eigenschaften
Butylnitrit ist eine leicht entzündbare gelbe Flüssigkeit mit charakteristischem Geruch, die sich in Wasser zersetzt. Sie neigt zur spontanen Polymerisation und zersetzt sich bei Erhitzung über 78 °C, wobei Nitrose Gase entstehen.

## Verwendung
Butylnitrit ist ein wichtiges Reagenz bei der Synthese sowohl organischer als auch anorganischer Verbindungen und bei der Herstellung verschiedener anderer Nitrite. Es wird häufig als Nitrosierungsmittel eingesetzt, insbesondere zur Herstellung von Nitrosaminen.

## Sicherheitshinweise
Die Dämpfe von Butylnitrit können mit Luft ein explosionsfähiges Gemisch (Flammpunkt 10 °C) bilden. Alkylnitrite wie Butylnitrit bewirken eine Gefäßerweiterung und damit die Senkung des Blutdrucks.